# Pierre Joseph Victor Simonneau
 (octobre 2023).
Pierre Joseph Victor Simonneau, né le 16 décembre 1775 à Nézignan-l'Évêque (Hérault), mort le 11 février 1861 à Florensac (Hérault), est un général français de la Révolution et de l’Empire.

## États de service
Il entre en service le 21 mars 1798, comme soldat au 1er régiment de chasseurs à cheval, et il devient brigadier fourrier le 22 mars 1800, puis maréchal des logis le 31 mai suivant. Il est nommé sous-lieutenant le 5 mars 1803 et lieutenant le 3 décembre 1806. Il est fait chevalier de la Légion d’honneur le 14 avril 1807.
En 1809, il participe à la campagne d’Autriche, et il reçoit son brevet de capitaine le 7 avril 1809. Aide de camp du général Exelmans lors de la campagne de Russie, il est élevé au grade de chef d’escadron le 29 septembre 1812. Adjudant-commandant le 28 septembre 1813, il est nommé officier de la Légion d’honneur le 5 novembre suivant.
Lors de la première Restauration, il est fait chevalier de Saint-Louis le 24 août 1814, par le roi Louis XVIII.
Pendant les Cent-Jours, il prend le commandement du 1er régiment de chasseurs à cheval le 26 mars 1815, avec le grade de colonel. Il participe aux derniers combats lors de la bataille de Rocquencourt le 1er juillet 1815, et il est promu général de brigade provisoire le 5 juillet suivant. Non confirmé dans son grade lors de la seconde restauration, il est mis en non activité le 20 décembre 1815, avec le grade de colonel.
Remis en activité le 1er mars 1823, comme colonel au 1er régiment de Hussards de Chartres, il est de nouveau promu général de brigade le 12 août 1830. En 1831, à Verdun, lors de la naissance de sa fille Marie Amélie Odélie de Simonneau, Joseph Victor est dit maréchal de camp, commandant le département de la Meuse. Il est admis à la retraite le 8 juin 1848.
Il est maire de Florensac de décembre 1851 au 4 août 1852. Il meurt le 11 février 1861, à Florensac.

## Distinctions
- Commandeur de l'ordre du Lion néerlandais
- Commandeur de la Légion d'honneur

Il est chevalier de l'ordre de Saint Ferdinand d'Espagne. Il a été fait chevalier de Saint-Louis le  24 août 1814 et commandeur de l'ordre du Lion Belgique. 
Il est élevé au grade de commandeur de la Légion d’honneur le 3 novembre 1823, puis il est créé baron le 21 août 1825.

## Famille
Le 23 septembre 1816 à Florensac, Pierre Joseph Victor Simonneau épouse Marie Anne Bernardine de Jaquet de Bray (1795-1859), fille de noble Jacques Hercule de Jaquet de Bray, chevalier de l'ordre royal et militaire de Saint-Louis, 
capitaine commandant des grenadiers au régiment d'Angoulème et de dame Marie-Rose Foreville. Le couple aura six enfants, dont  Guillaume Simonneau (1829-5 mai 1862) capitaine d'infanterie, tué lors de la bataille de Puebla au Mexique.

## Sources
- (en) « Generals Who Served in the French Army during the Period 1789 - 1814: Eberle to Exelmans »
- Pierre Joseph Victor Simonneau  sur roglo.eu
- Henri Pierre Ogier d'Ivry, Historique du 1er régiment de hussards, imprimerie Nationale, 1901, p. 355.
- Carnet de sabretache : revue d’histoire militaire rétrospective, volume 8, Berger-Levrault, Nancy, 1900, p. 567.
- Alfred Armand comte de Saint-Chamans, Mémoires du général Comte de Saint-Chamans, Plon, Paris, 1896, p. 296.
- Charles Théodore Beauvais et Vincent Parisot, Victoires, conquêtes, revers et guerres civiles des Français, depuis les Gaulois jusqu’en 1792, tome 26, C.L.F Panckoucke, janvier 1822, 414 p. (lire en ligne), p. 196.